# أسل ثنائي التفرع
أسل ثنائي التفرع (الاسم العلمي: Juncus dichotomus) نوع نباتي يتبع جنس الأسل وينتمي إلى الفصيلة الأسلية.